# Tour Generación RBD
Tour Generación RBD (ou simplesmente Generación RBD) foi a turnê de estreia do grupo vocal mexicano RBD, em apoio aos dois álbuns de estúdio, Rebelde (2004) e Nuestro amor (2005), com concertos na América Latina, América do Norte e Europa. Começou em 13 de maio de 2005 em Toluca, México, no Estadio Toluca 80, e terminou em 3 de março de 2007 em Laredo, Estados Unidos, no Laredo Entertainment Center. A excursão foi anunciada em 1º de maio de 2005, após o ótimo desempenho comercial do álbum de estreia da banda em seu país natal, e foi promovida pela Roptus em parceria com a Mondo Entretenimento na América do Sul. Diego Boneta foi selecionado como ato de abertura durante alguns concertos de 2006 e 2007.
O repertório do concerto foi notavelmente alterado, consistindo nas canções de Rebelde e Nuestro amor, além de solos, com adição de um bis e medleys compostos por canções de artistas, como Timbiriche, Maná, Hombres G, Luis Miguel, entre outros. A turnê recebeu análises mistas dos críticos especializados; enquanto alguns críticos elogiaram a energia contagiante do grupo e sua interação com o público, outros apontaram falhas nos aspectos vocais e de performance. Comercialmente, a excursão foi bem sucedida, arrecadando US$ 30,9 milhões em 51 espetáculos e tendo um público de 637 mil pessoas, tornando-se a digressão latina de maior bilheteria de 2006. Além de constar nas listagens anuais da Billboard e Pollstar. Também foi reconhecida na categoria de "Meu Show Preferido" na 3ª edição dos Prêmios Juventud e ganhou o galardão de "Melhor Turnê Latina do Ano" no Billboard Latin Music Awards de 2007.
Três registros da turnê foram usados para comercialização em DVD e CD; o primeiro, Tour Generación RBD En Vivo (2005), gravado no Palacio de los Deportes, na Cidade do México, alcançou o sexto lugar da parada de álbuns pop latinos dos Estados Unidos e recebeu uma certificação de platina pela Recording Industry Association of America (RIAA). Logo depois, foi liberado Live in Hollywood (2006), material totalmente acústico filmado no Pantages Theatre, em Los Angeles, e certificado com ouro pela Asociación Mexicana de Productores de Fonogramas y Videogramas (AMPROFON). O terceiro registro da turnê, Live in Rio (2007), foi realizado no Estádio do Maracanã, Rio de Janeiro, e figurou entre os "20 DVDs mais vendidos" do ano no Brasil. Além disso, o lançamento de um documentário sobre os bastidores da excursão decorreu em 2006.

## Antecedentes e desenvolvimento

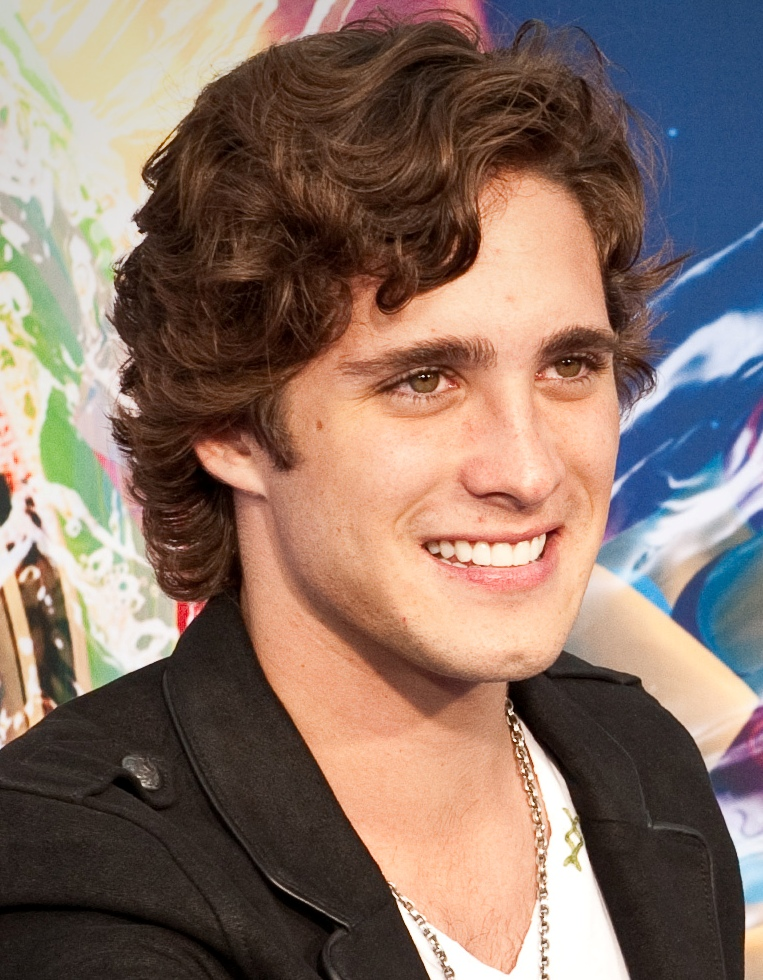
Diego Boneta (foto) foi ato de abertura da turnê durante alguns concertos de 2006 e 2007.

Após a estreia da telenovela Rebelde, o RBD iniciou suas atividades com o lançamento do single "Rebelde", do álbum de estreia de mesmo nome (2004). O material obteve um desempenho exitoso, e consequentemente, recebeu um certificado de disco de diamante pela Asociación Mexicana de Productores de Fonogramas y Videogramas (AMPROFON) e comercializou mais de quinhentos mil exemplares no país. Ainda em 2004, o produtor Pedro Damián informou que havia planos para uma turnê do grupo, e durante uma coletiva de imprensa em 1º de maio de 2005, anunciou oficialmente a Tour Generación RBD. Foram divulgadas as doze primeiras datas da digressão, com outros concertos a serem confirmados. No segundo semestre do mesmo ano, o RBD ainda se apresentou em países como Colômbia, Venezuela, Guatemala, El Salvador e Equador. O repertório da digressão foi composto principalmente pelas canções dos álbuns Rebelde e Nuestro amor, além de medleys na primeira etapa.
Em 2006, a Tour Generación RBD teve continuidade nos Estados Unidos, onde foi divulgado inicialmente que o grupo se apresentaria em 30 cidades estadunidenses. No site do grupo foram anunciados nove concertos no Brasil, seguidamente mais três datas foram confirmadas (Curitiba, Salvador e Goiânia). A organização da turnê ficou a cargo das companhias Mondo Entretenimento e Roptus, com apoio da gravadora EMI Music. Devido à ausência de licenciamento de direitos autorais junto ao Escritório Central de Arrecadação e Distribuição (ECAD), os organizadores foram notificados com uma cobrança de aproximadamente um milhão de reais, referente a oito apresentações da banda no Brasil. Além disso, o ECAD divulgou que a Mondo propôs um pagamento substancialmente inferior à estimativa da receita da bilheteria. Ao total foram realizadas treze apresentações no país, nas quais Diego Boneta foi ato de abertura. Em 2007, a Tour Generación RBD continuou com quatro concertos no Chile, culminando em sua conclusão em 3 de março na cidade de Laredo, Estados Unidos.

## Sinopse do concerto

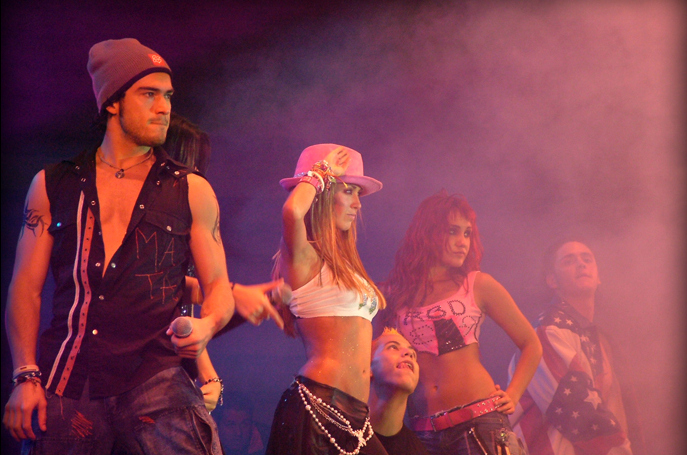
O grupo se apresentando em um concerto realizado em Tijuana, em outubro de 2005.

O concerto se inicia com a apresentação de "Rebelde", com todos os integrantes do grupo; logo após, Anahí, Dulce María e Maite Perroni executam as faixas "Otro día que va" e "Santa no soy", respectivamente. Alfonso Herrera, Christian Chávez e Christopher Uckermann retornam ao palco para apresentar, com os demais membros, o primeiro medley é composto pelas canções de artistas, como "Me he enamorado de un fan" (Flans); "No sé si es amor" (Timbiriche); "Ámame hasta con los dientes" (Timbiriche); "Rayo rebelde" (Timbiriche); "Baile del sapo" (Timbiriche); "Me vale" (Maná). Seguidamente, "Enséñame" e "Futuro ex‐novio" são executados. O sétimo número, "Cuando el amor se acaba", é um solo da integrante Perroni. A seguir vem "Liso, sensual", "A rabiar" e "Una canción", esta última interpretada exclusivamente por Chávez.
Continuadamente, o segundo medley é executado, abrangendo os temas "Cuando baja la marea" (Yuridia Valenzuela Canseco); "Te quiero" (Hombres G); "Verano peligroso" (Alejandra Guzmán); "Devuélveme a mi chica" (Hombres G); "La chica del bikini azul" (Luis Miguel); "Viviendo de noche" (Veni Vidi Vici); "De música ligera" (Soda Stereo); "Es mejor así" (Cristian Castro). Após, María apresenta o seu solo, "Fuego", assim como Anahí em "Sálvame". O primeiro refrão de "Tenerte y quererte" é cantado a cappella, que depois é acompanhado por instrumentos. Este é seguido por "Un poco de tu amor" e "Solo quédate en silencio", o concerto termina com a versão cúmbia de "Rebelde".

### Alterações entre 2006 e 2007
Houve várias alterações notáveis nos concertos realizados entre 2006 e 2007; "Otro día que va" não foi incluído no repertório, sendo substituído por "Santa no soy". Esta foi seguida por "Así soy yo" e "Feliz cumpleaños", respectivamente. "Enséñame" permaneceu como o quinto número do alinhamento, onde foi precedida por "Qué fue del amor". As canções "Este corazón", "Solo para tí" e "Me voy" também foram interpretadas nos concertos. Bem como o solo acústico de María, "No pares", décima quarta faixa do repertório. Outras músicas extraídas do álbum Nuestro amor, como "A tu lado", "Fuera", "Qué hay detrás" e "Aún hay algo" estiveram no set list. Durante o bis, o grupo apresenta "Ser o parecer", "Nuestro amor" e uma versão rock de "Rebelde".

## Recepção

### Crítica

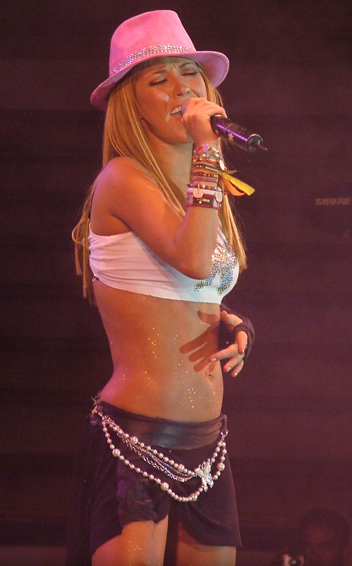
Anahí (foto) recebeu elogios da crítica por seu desempenho vocal, sendo descrita pelo The New York Times como uma "cantora de pleno direito".

A turnê recebeu análises mistas de críticos especializados. Gamaliel Luna, do jornal El Universal, expressou sua opinião de que no decorrer do concerto, o grupo "não conseguiu demonstrar habilidades autênticas no canto ou na dança", e ainda ressaltou a "falta de talento dos integrantes masculinos nos covers". Similarmente, o veículo de imprensa costa-riquenho La Nación, fez críticas aos vocais da banda. Por outro lado, uma publicação do El Siglo de Torreón elogiou o desempenho vocal de Anahí, Dulce e Maite. A resenhista Silvia Oviedo acrescentou que "a energia e presença do grupo no palco eram suficientes para cativar o público". De acordo com o The Orange County Register, o show é "enérgico e cheio de expressividade. Apesar de não se destacarem como o grupo mais talentoso vocalmente, os seis membros do RBD apresentaram-se com entusiasmo, conseguindo cativar o público presente". Enquanto isso, María Cortés González do El Paso Times, comentou que o sexteto manteve uma energia contagiante ao apresentar uma variedade de sucessos, acrescentando ainda que a interação com o público foi evidente. Algo também notado por um redator do portal Panamá América.
O jornal dominicano Diario Libre, descreveu o concerto como "emocionante", destacando particularmente a interpretação de Anahí em "Sálvame". Jon Pareles, do The New York Times, destacou que, apesar do grupo ter uma "imagem de rebeldia", seu repertório tende a seguir padrões do teen pop, apontando ainda que o desempenho vocal não é um aspecto crucial do RBD. E que o espetáculo, em si, precisa de melhorias, embora inclua elementos típicos de shows pop, como confetes e fogos de artifício. Por outro lado, Tuno Vieira do Diário do Nordeste, criticou a falta de organização do evento em Fortaleza. Enquanto isso, o g1 descreveu que o espetáculo é iniciado com faixas cheias de ritmo e movimento, mas logo em seguida, o clima romântico domina a apresentação. O portal Terra relatou que "eles [integrantes do RBD] 'provocaram' a platéia [...] com selinhos e a sensualidade 'inocente'", notando também o uso "de um playback nem sempre constante". Amanda Queirós do mesmo veículo afirmou que "Anahí foi quem mais mostrou disposição no palco, dançando praticamente sem parar na maioria das músicas". Shane, do site Losanjealous, citou a utilização de elementos sexuais no show para provocar "uma reação rebelde na plateia", além de ressaltar o "visual provocante e pop do grupo". Além disso, a turnê venceu a categoria de "Meu Show Preferido" na 3ª edição dos Prêmios Juventud, assim como o troféu de "Melhor Turnê Latina do Ano" no Billboard Latin Music Awards de 2007.

### Comercial
Após o início da Tour Generación RBD, mais datas foram adicionadas no México devido à demanda. O grupo apresentou-se para pouco menos de 150 mil espectadores em 2005 no território mexicano, e a OCESA reconheceu a digressão como a quarta mais rápida em vendas de ingressos no país, atrás de Dream Within a Dream Tour (2001–02), da cantora estadunidense Britney Spears. De acordo com a People en Español, foi a segunda turnê latina de maior bilheteria no primeiro semestre de 2006. Estima-se também que 63 mil pessoas estiveram presentes no concerto realizado no Memorial Coliseum de Los Angeles, nos EUA. Em contrapartida, os concertos no Brasil não atenderam às expectativas dos organizadores, que esperavam uma audiência de 450 mil pessoas e uma arrecadação de aproximadamente R$ 65 milhões. Apesar disso, foi a maior turnê internacional no país, segundo a Folha de S.Paulo. No final de 2006, a Tour Generación RBD alcançou o 18º lugar na lista anual da revista Billboard, "Top 25 Tours", arrecadando mais de US$ 30,9 milhões em 51 espetáculos e tendo um público de 637 mil pessoas,  também foi a turnê latina de maior bilheteria do ano. Por outro lado, a Pollstar classificou a digressão em sua listagem "Year End Top 100" na 35ª posição, rendendo mais de US$ 23,6 milhões em 37 concertos – com 749,485 ingressos vendidos.

## Gravações e transmissões

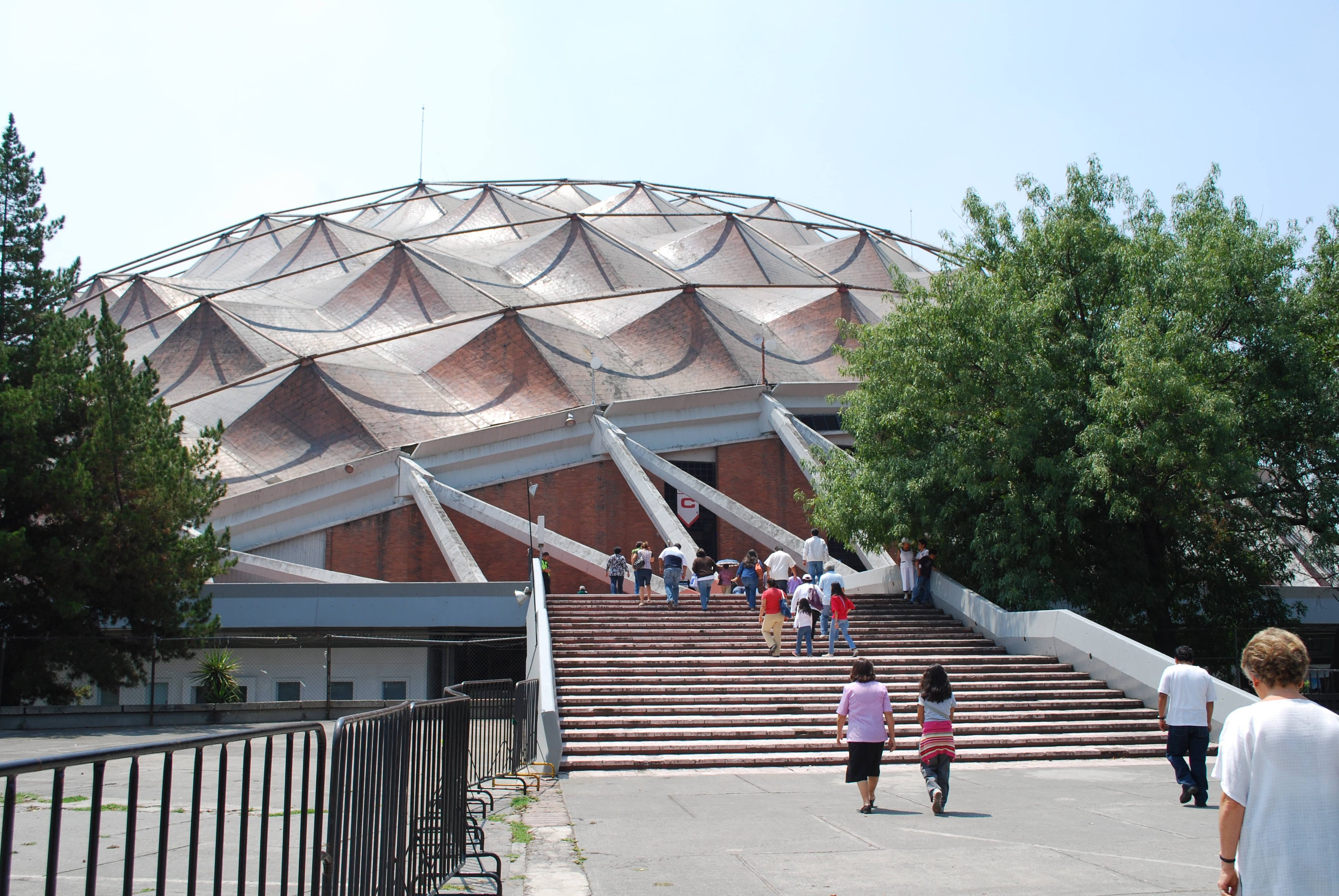
Visão frontal do Palacio de los Deportes, onde foi gravado o primeiro registro da turnê.

Em 1º de maio de 2005, Damián anunciou em coletiva de imprensa a intenção de gravar o DVD da turnê, sem especificar a data, mas confirmando o Palacio de los Deportes como local de filmagem. O concerto, realizado no dia 27 do mesmo mês, foi oficialmente gravado para o lançamento em home video. Intitulado Tour Generación RBD En Vivo, foi distribuído pela EMI Music em 19 de julho nos formatos de CD e DVD. Em 29 de julho, o projeto foi transmitido no Canal 5, de propriedade da Televisa. Tour Generación RBD En Vivo recebeu análises predominantemente mistas da mídia especializada; quanto às vendas, o vídeo recebeu certificação de ouro e platina dupla pela Asociación Mexicana de Productores de Fonogramas y Videogramas (AMPROFON). Nos Estados Unidos, alcançou a sexta colocação na tabela de álbuns pop latinos e foi certificado como platina pela Recording Industry Association of America (RIAA).
O espetáculo realizado em 4 de setembro no Teatro Metropólitan, na Cidade do México, foi transmitido ao vivo no canal a cabo Telehit, que ainda apresentou entrevistas com os integrantes do grupo. Um segundo registro em vídeo da turnê, gravado no Pantages Theatre (Los Angeles) em 21 de janeiro de 2006, foi lançado em 4 de abril do mesmo ano. Este distingue-se do outro lançamento supracitado, em virtude de ser um concerto totalmente acústico. Consequentemente, suas versões em vídeo e áudio foram certificadas como ouro pela AMPROFON, devido à comercialização de 50 mil unidades. Um documentário que apresenta os bastidores da turnê, ¿Que hay detrás de RBD?, dirigido por Damián, foi disponibilizado diretamente em vídeo em 2006. O terceiro registro da turnê, Live in Rio, gravado em 8 de outubro no Estádio do Maracanã, foi seguidamente comercializado em DVD no mês de fevereiro de 2007. Tal material chegou a ser o décimo quarto mais vendido do ano no Brasil, de acordo com a Pro-Música Brasil (PMB).

## Repertório
O repertório abaixo é composto pelos concertos realizados entre os anos de 2005 a 2007, não sendo representativo para todos os espetáculos.
1. "Rebelde"
2. "Otro día que va"
3. "Santa no soy"
4. Medley 1: "Me he enamorado de un fan" / "No sé si es amor" / "Ámame hasta con los dientes" / "Rayo rebelde" / "Baile del sapo" / "Me vale"
5. "Enséñame"
6. "Futuro ex‐novio"
7. "Cuando el amor se acaba"
8. "Liso, sensual"
9. "A rabiar"
10. "Una canción"
11. Medley 2: "Cuando baja la marea" / "Te quiero" / "Verano peligroso" / "Devuélveme a mi chica" / "La chica del bikini azul" / "Viviendo de noche" / "De música ligera" / "Es mejor así"
12. "Fuego"
13. "Sálvame"
14. "Tenerte y quererte"
15. "Un poco de tu amor"
16. "Solo quédate en silencio"

Bis
1. "Rebelde" (versão cúmbia)

1. "Rebelde"
2. "Santa no soy"
3. "Así soy yo"
4. "Feliz cumpleaños"
5. "Enséñame"
6. "Qué fue del amor"
7. "Cuando el amor se acaba"
8. "Una canción"
9. "Este corazón"
10. "Solo para tí"
11. "Me voy"
12. "Sálvame"
13. "Tenerte y quererte"
14. "No pares"
15. "A tu lado"
16. "Fuera"
17. "Solo quédate en silencio"
18. "Qué hay detrás"
19. "Un poco de tu amor"
20. "Aún hay algo"
21. "Tras de mí"

Bis
1. "Ser o parecer"
2. "Nuestro amor"
3. "Rebelde" (versão rock)

Notas
- Durante os concertos no Brasil, foi apresentada a versão rock em português de "Rebelde".[67]
- A partir do concerto de 7 de outubro de 2006 em São Paulo, "Ser o parecer" foi adicionado ao repertório.[68]

## Datas
| Data (2005)    | Cidade              | País        | Local                                    | Ato de abertura | Público         | Receita       |
| -------------- | ------------------- | ----------- | ---------------------------------------- | --------------- | --------------- | ------------- |
| 13 de maio     | Toluca              | México      | Estadio Toluca 80                        | —               | —               | —             |
| 14 de maio     | San Luis Potosí     | México      | Estadio 20 de Noviembre                  | —               | —               | —             |
| 15 de maio     | Aguascalientes      | México      | Plaza de Toros Monumental                | —               | —               | —             |
| 20 de maio     | León                | México      | Poliforum                                | —               | —               | —             |
| 21 de maio     | Guadalajara         | México      | Plaza de Toros Nuevo Progreso            | —               | —               | —             |
| 22 de maio     | Querétaro           | México      | Estadio Corregidora                      | —               | —               | —             |
| 27 de maio     | Cidade do México    | México      | Palacio de los Deportes                  | —               | —               | —             |
| 28 de maio     | Cidade do México    | México      | Palacio de los Deportes                  | —               | —               | —             |
| 29 de maio     | Cidade do México    | México      | Palacio de los Deportes                  | —               | —               | —             |
| 3 de junho     | Puebla              | México      | Universidad de las Américas de Puebla    | —               | —               | —             |
| 4 de junho     | Veracruz            | México      | Estadio Universitario Beto Ávila         | —               | —               | —             |
| 5 de junho     | Villahermosa        | México      | Parque Tabasco                           | —               | —               | —             |
| 10 de junho    | Torreón             | México      | Estadio Revolución                       | —               | —               | —             |
| 11 de junho    | Monterrey           | México      | Auditorio Coca-Cola                      | —               | —               | —             |
| 12 de junho    | Monterrey           | México      | Auditorio Coca-Cola                      | —               | —               | —             |
| 17 de junho    | Cidade do México    | México      | Palacio de los Deportes                  | —               | —               | —             |
| 18 de junho    | Cidade do México    | México      | Palacio de los Deportes                  | —               | —               | —             |
| 19 de junho    | Cidade do México    | México      | Palacio de los Deportes                  | —               | —               | —             |
| 24 de junho    | Hermosillo          | México      | Estadio Héroe de Nacozari                | —               | —               | —             |
| 26 de junho    | Culiacán            | México      | Estadio Banorte                          | —               | —               | —             |
| 15 de julho    | Tijuana             | México      | Plaza Monumental de Tijuana              | —               | —               | —             |
| 16 de julho    | Mexicali            | México      | Estadio Nido de los Águilas              | —               | —               | —             |
| 22 de julho    | Pachuca de Soto     | México      | Parque Hidalgo                           | —               | —               | —             |
| 23 de julho    | Morelia             | México      | Estadio Venustiano Carranza              | —               | —               | —             |
| 24 de julho    | Zacatecas           | México      | Estadio Francisco Villa                  | —               | —               | —             |
| 29 de julho    | Ciudad Juárez       | México      | Plaza de Toros Alberto Balderas          | —               | —               | —             |
| 30 de julho    | Chihuahua           | México      | Plaza de Toros La Esperanza              | —               | —               | —             |
| 5 de agosto    | Saltillo            | México      | Auditorio del Parque Las Maravillas      | —               | —               | —             |
| 6 de agosto    | Monterrey           | México      | Auditorio Coca-Cola                      | —               | —               | —             |
| 7 de agosto    | Matamoros           | México      | Parque Olímpico Cultural                 | —               | —               | —             |
| 19 de agosto   | Durango             | México      | Estadio Francisco Zarco                  | —               | —               | —             |
| 21 de agosto   | Tepic               | México      | Arena Cora                               | —               | —               | —             |
| 25 de agosto   | Cidade do México    | México      | Auditorio Nacional                       | —               | —               | —             |
| 26 de agosto   | Cidade do México    | México      | Auditorio Nacional                       | —               | —               | —             |
| 28 de agosto   | Cidade do México    | México      | Auditorio Nacional                       | —               | —               | —             |
| 3 de setembro  | Acapulco            | México      | Rockola                                  | —               | —               | —             |
| 4 de setembro  | Cidade do México    | México      | Teatro Metropólitan                      | —               | —               | —             |
| 30 de setembro | Campeche            | México      | Estadio Nelson Barrera                   | —               | —               | —             |
| 1 de outubro   | Mérida              | México      | Estadio Carlos Iturralde Rivero          | —               | —               | —             |
| 2 de outubro   | Cancún              | México      | Estadio de Béisbol Beto Ávila            | —               | —               | —             |
| 7 de outubro   | Ciudad Juárez       | México      | Plaza de Toros Alberto Balderas          | —               | —               | —             |
| 8 de outubro   | Reynosa             | México      | Estadio Adolfo López Mateos              | —               | —               | —             |
| 9 de outubro   | Tijuana             | México      | Plaza Monumental de Tijuana              | —               | —               | —             |
| 21 de outubro  | Medellín            | Colômbia    | Estadio Atanasio Girardot                | —               | —               | —             |
| 22 de outubro  | Cáli                | Colômbia    | Estadio Pascual Guerrero                 | —               | —               | —             |
| 23 de outubro  | Bogotá              | Colômbia    | Estadio El Campín                        | —               | —               | —             |
| 28 de outubro  | Nuevo Laredo        | México      | Parque La Junta                          | —               | —               | —             |
| 29 de outubro  | Reynosa             | México      | Estadio Adolfo López Mateos              | —               | —               | —             |
| 30 de outubro  | Tampico             | México      | Centro de Convenciones de Tampico        | —               | —               | —             |
| 4 de novembro  | Colima              | México      | Estadio Olímpico Universitario de Colima | —               | —               | —             |
| 5 de novembro  | Guadalajara         | México      | Plaza de Toros Nuevo Progreso            | —               | —               | —             |
| 6 de novembro  | Mazatlán            | México      | Estadio Teodoro Mariscal                 | —               | —               | —             |
| 10 de novembro | Cidade do México    | México      | Auditorio Nacional                       | —               | —               | —             |
| 11 de novembro | Cidade do México    | México      | Auditorio Nacional                       | —               | —               | —             |
| 13 de novembro | Cidade do México    | México      | Auditorio Nacional                       | —               | —               | —             |
| 18 de novembro | Cidade do México    | México      | Auditorio Nacional                       | —               | —               | —             |
| 26 de novembro | Valencia            | Venezuela   | Forum de Valencia                        | —               | —               | —             |
| 27 de novembro | Caracas             | Venezuela   | Poliedro de Caracas                      | —               | —               | —             |
| 2 de dezembro  | San Juan            | Porto Rico  | Coliseo José Miguel Agrelot              | —               | 38,921 / 40,177 | US$ 2,722,193 |
| 4 de dezembro  | San Juan            | Porto Rico  | Coliseo José Miguel Agrelot              | —               | 38,921 / 40,177 | US$ 2,722,193 |
| 9 de dezembro  | Cidade da Guatemala | Guatemala   | Estadio del Ejército                     | —               | —               | —             |
| 10 de dezembro | San Salvador        | El Salvador | Estadio Jorge "Mágico" González          | —               | —               | —             |
| 16 de dezembro | Cuenca              | Equador     | Estadio Alejandro Serrano Aguilar        | —               | —               | —             |
| 17 de dezembro | Quito               | Equador     | Coliseo General Rumiñahui                | —               | —               | —             |
| 18 de dezembro | Guaiaquil           | Equador     | Estadio Modelo Alberto Spencer           | —               | —               | —             |

| Data (2006)     | Cidade            | País                 | Local                                                   | Ato de abertura | Público         | Receita       |
| --------------- | ----------------- | -------------------- | ------------------------------------------------------- | --------------- | --------------- | ------------- |
| 21 de janeiro   | Los Angeles       | Estados Unidos       | Pantages Theatre                                        | —               | —               | —             |
| 27 de janeiro   | Chetumal          | México               | Estadio de Béisbol Nachan Ka'an                         | —               | —               | —             |
| 28 de janeiro   | Ciudad del Carmen | México               | Domo del Mar                                            | —               | —               | —             |
| 29 de janeiro   | Cancún            | México               | Estadio de Béisbol Beto Ávila                           | —               | —               | —             |
| 25 de fevereiro | Monterrey         | México               | Arena Monterrey                                         | —               | —               | —             |
| 5 de março      | Tampico           | México               | Centro de Convenciones de Tampico                       | —               | —               | —             |
| 11 de março     | San José          | Costa Rica           | Estadio Ricardo Saprissa Aymá                           | —               | —               | —             |
| 12 de março     | Cidade do Panamá  | Panamá               | Centro de Convenciones Figali                           | —               | —               | —             |
| 18 de março     | Los Angeles       | Estados Unidos       | Los Angeles Memorial Coliseum                           | —               | 63,007 / 70,000 | US$ 3,165,150 |
| 19 de março     | Sacramento        | Estados Unidos       | ARCO Arena                                              | —               | 9,394 / 10,639  | US$ 576,770   |
| 24 de março     | Fresno            | Estados Unidos       | Save Mart Center                                        | —               | 9,147 / 10,854  | US$ 625,471   |
| 25 de março     | San Diego         | Estados Unidos       | Coors Amphitheatre                                      | —               | 8,338 / 10,000  | US$ 565,990   |
| 26 de março     | San José          | Estados Unidos       | HP Pavilion                                             | —               | 13,401 / 13,401 | US$ 838,735   |
| 1 de abril      | Orizaba           | México               | Plaza de Toros La Concordia                             | —               | —               | —             |
| 2 de abril      | Irapuato          | México               | Inforum                                                 | —               | —               | —             |
| 7 de abril      | El Paso           | Estados Unidos       | El Paso Coliseum                                        | —               | 6,722 / 6,722   | US$ 496,470   |
| 8 de abril      | Laredo            | Estados Unidos       | Laredo Entertainment Center                             | —               | 9,089 / 9,447   | US$ 565,821   |
| 9 de abril      | Hidalgo           | Estados Unidos       | Dodge Arena                                             | —               | 11,537 / 12,532 | US$ 851,970   |
| 15 de abril     | Salt Lake City    | Estados Unidos       | E Center                                                | —               | 3,137 / 8,046   | US$ 223,675   |
| 16 de abril     | Denver            | Estados Unidos       | Pepsi Center                                            | —               | 6,891 / 12,476  | US$ 463,155   |
| 28 de abril     | San Antonio       | Estados Unidos       | AT&T Center                                             | —               | 7,670 / 13,432  | US$ 518,590   |
| 29 de abril     | Frisco            | Estados Unidos       | Pizza Hut Park                                          | —               | 12,590 / 24,633 | US$ 806,762   |
| 30 de abril     | The Woodlands     | Estados Unidos       | Cynthia Woods Pavilion                                  | —               | 10,233 / 15,658 | US$ 684,610   |
| 5 de maio       | Portland          | Estados Unidos       | Rose Garden                                             | —               | 4,311 / 5,345   | US$ 264,205   |
| 6 de maio       | Yakima            | Estados Unidos       | Yakima Valley SunDome                                   | —               | 2,327 / 3,097   | US$ 122,425   |
| 7 de maio       | Tacoma            | Estados Unidos       | Tacoma Dome                                             | —               | 3,028 / 9,565   | US$ 224,810   |
| 19 de maio      | Rosemont          | Estados Unidos       | Allstate Arena                                          | —               | 24,483 / 26,590 | US$ 1,758,769 |
| 20 de maio      | Rosemont          | Estados Unidos       | Allstate Arena                                          | —               | 24,483 / 26,590 | US$ 1,758,769 |
| 26 de maio      | Fairfax           | Estados Unidos       | Patriot Center                                          | —               | 4,320 / 5,200   | US$ 362,420   |
| 27 de maio      | Charlotte         | Estados Unidos       | Cricket Arena                                           | —               | 4,250 / 4,700   | US$ 317,925   |
| 28 de maio      | Atlanta           | Estados Unidos       | HiFi Buys Amphitheatre                                  | —               | 3,977 / 4,630   | US$ 337,822   |
| 17 de junho     | Phoenix           | Estados Unidos       | US Airways Center                                       | —               | 11,846 / 11,846 | US$ 793,000   |
| 18 de junho     | Salinas           | Estados Unidos       | Salinas Sports Complex                                  | —               | —               | —             |
| 22 de junho     | São Francisco     | Estados Unidos       | Bill Graham Center                                      | —               | —               | —             |
| 24 de junho     | Indian Wells      | Estados Unidos       | Indian Wells Tennis Garden                              | —               | 6,417 / 6,500   | US$ 467,097   |
| 25 de junho     | Las Vegas         | Estados Unidos       | Thomas & Mack Center                                    | —               | 7,537 / 8,000   | US$ 443,415   |
| 30 de junho     | Orlando           | Estados Unidos       | TD Waterhouse Centre                                    | —               | —               | —             |
| 1 de julho      | Miami             | Estados Unidos       | American Airlines Arena                                 | —               | 7,793 / 8,000   | US$ 526,195   |
| 14 de julho     | Uniondale         | Estados Unidos       | Nassau Veterans Memorial Coliseum                       | —               | —               | —             |
| 15 de julho     | Nova Iorque       | Estados Unidos       | Madison Square Garden                                   | —               | 13,098 / 13,098 | US$ 983,634   |
| 28 de julho     | Bakersfield       | Estados Unidos       | Mechanics Bank Arena                                    | —               | —               | —             |
| 30 de julho     | Tucson            | Estados Unidos       | Tucson Convention Center                                | —               | —               | —             |
| 25 de agosto    | São Domingos      | República Dominicana | Estadio Olímpico Félix Sánchez                          | —               | —               | —             |
| 27 de agosto    | San Juan          | Porto Rico           | Coliseo José Miguel Agrelot                             | —               | —               | —             |
| 15 de setembro  | Maracaibo         | Venezuela            | Estadio Luis Aparicio El Grande                         | —               | 8,305 / 10,000  | US$ 495,566   |
| 16 de setembro  | Valencia          | Venezuela            | Plaza de Toros Monumental de Valencia                   | —               | —               | —             |
| 17 de setembro  | Caracas           | Venezuela            | Estadio Olímpico de la Universidad Central de Venezuela | —               | 18,377 / 18,500 | US$ 809,893   |
| 20 de setembro  | Manaus            | Brasil               | Sambódromo                                              | —               | —               | —             |
| 21 de setembro  | Belém             | Brasil               | Arena Yamada                                            | Diego Boneta    | 17,015 / 18,000 | US$ 563,260   |
| 22 de setembro  | Fortaleza         | Brasil               | Marina Park Hotel                                       | Diego Boneta    | 20,595 / 21,000 | US$ 461,221   |
| 23 de setembro  | Goiânia           | Brasil               | Estádio Serra Dourada                                   | Diego Boneta    | —               | —             |
| 24 de setembro  | Brasília          | Brasil               | Estádio Mané Garrincha                                  | Diego Boneta    | 20,097 / 20,097 | US$ 790,285   |
| 27 de setembro  | Recife            | Brasil               | Chevrolet Hall                                          | Diego Boneta    | —               | —             |
| 29 de setembro  | Vitória           | Brasil               | Praça do Papa                                           | Diego Boneta    | —               | —             |
| 30 de setembro  | Belo Horizonte    | Brasil               | Estádio do Mineirinho                                   | Diego Boneta    | 23,622 / 24,000 | US$ 611,887   |
| 3 de outubro    | Porto Alegre      | Brasil               | Ginásio Gigantinho                                      | Diego Boneta    | 22,107 / 24,336 | US$ 839,059   |
| 4 de outubro    | Porto Alegre      | Brasil               | Ginásio Gigantinho                                      | Diego Boneta    | 22,107 / 24,336 | US$ 839,059   |
| 5 de outubro    | Curitiba          | Brasil               | Kyocera Arena                                           | Diego Boneta    | 23,065 / 23,065 | US$ 643,249   |
| 7 de outubro    | São Paulo         | Brasil               | Estádio do Morumbi                                      | Diego Boneta    | 49,655 / 50,000 | US$ 1,670,553 |
| 8 de outubro    | Rio de Janeiro    | Brasil               | Estádio do Maracanã                                     | Diego Boneta    | 44,911 / 44,911 | US$ 1,270,957 |
| 30 de outubro   | Houston           | Estados Unidos       | Toyota Center                                           | —               | —               | —             |
| 3 de novembro   | Santiago          | Chile                | Estadio Nacional                                        | —               | 40,191 / 40,191 | US$ 1,295,005 |
| 5 de novembro   | Santiago          | Chile                | Arena Santiago                                          | —               | —               | —             |
| 8 de novembro   | Lima              | Peru                 | Estadio Monumental                                      | —               | —               | —             |

| Data (2007)     | Cidade       | País           | Local                              | Ato de abertura | Público                 | Receita        |
| --------------- | ------------ | -------------- | ---------------------------------- | --------------- | ----------------------- | -------------- |
| 6 de janeiro    | Barcelona    | Espanha        | Palau Sant Jordi                   | —               | 14,189 / 14,189         | US$ 915,007    |
| 7 de janeiro    | Barcelona    | Espanha        | Palacio de los Deportes            | —               | 14,734 / 14,734         | US$ 917,329    |
| 2 de fevereiro  | El Paso      | Estados Unidos | Don Haskins Center                 | Diego Boneta    | 5,961 / 5,961           | US$ 348,749    |
| 3 de fevereiro  | Los Angeles  | Estados Unidos | Gibson Amphitheatre                | Diego Boneta    | 6,009 / 6,009           | US$ 532,115    |
| 4 de fevereiro  | Las Vegas    | Estados Unidos | Aladdin Theatre                    | —               | —                       | —              |
| 15 de fevereiro | Iquique      | Chile          | Estadio Tierra de Campeones        | Diego Boneta    | —                       | —              |
| 16 de fevereiro | Coquimbo     | Chile          | Estadio Francisco Sánchez Rumoroso | Diego Boneta    | —                       | —              |
| 17 de fevereiro | Concepción   | Chile          | Estadio Municipal de Concepción    | Diego Boneta    | —                       | —              |
| 18 de fevereiro | Viña del Mar | Chile          | Estadio Sausalito                  | Diego Boneta    | —                       | —              |
| 2 de março      | Hidalgo      | Estados Unidos | Dodge Arena                        | —               | 5,168 / 5,300           | US$ 355,360    |
| 3 de março      | Laredo       | Estados Unidos | Laredo Entertainment Center        | —               | 6,137 / 6,200           | US$ 353,565    |
| Total           | Total        | Total          | Total                              | Total           | 643,602 / 711,081 (90%) | US$ 32,580,139 |

### Cancelamentos
| Data (2006)    | Cidade   | País   | Local      | Motivo                |
| -------------- | -------- | ------ | ---------- | --------------------- |
| 30 de setembro | Salvador | Brasil | Fonte Nova | Questões de logística |

## Créditos
O processo de elaboração da turnê atribuem os seguintes créditos pessoais:
| Banda - Alfonso Herrera – vocalista principal - Anahí – vocalista principal - Charly Rey – guitarra, violão - Christian Chávez – vocalista principal - Christopher Uckermann – vocalista principal - Dulce María – vocalista principal - Eduardo Tellez – teclados - Gonzalo Velásquez – guitarra acústica, guitarra elétrica - Güido Laris – direção musical, baixo, violão, vocal de apoio - Luis Emilio Arreaza "Catire" – percussão, bateria - Maite Perroni – vocalista principal - Martini Schram – guitarra elétrica - Mauricio Soto "Bicho" – bateria, percussão | Equipe - Alejandro Mayen – pirotécnico - Bejamin López – coordenador de monitores - Carolina Palomo Ramos – condenação de marketing - Christian Rodriguez – direção de vídeo - Dante Gudiño – road manager - David Rios – gestor de palco - Fabiola Liera – coreografia - Gerardo Garcia – gestor de palco - Jeronimo Ramirez – coordenador de iluminação - Juan Manuel Puerto – gestor pessoal - Luis Enrique Estrada – pirotécnico, cenografia - Ricardo Marquez – gestor pessoal - Roberto Cardozo – coordenador de som - Salvador López – palco - Sergio Mateos – gestor de produção - William John Murphy – maquiagem, figurino |